# Liste der Erzbischöfe von Udine
Die folgenden Personen waren Erzbischöfe und Bischöfe vom Erzbistum Udine (Italien):

## Erzbischöfe von Udine, 1752–1818
- Daniele Kardinal Dolfin (1752–1762) (davor Patriarch von Aquileia)
- Bartolomeo Gradenigo (1762–1765)
- Giovanni Hieronymo Gradenigo (1765–1786)
- Niccolo Sagredo (1786–1792)
- Pietro Kardinal Zorzi CRS (1792–1803)
- vakant
- Baldassare Rasponi (1807–1814)
- vakant

## Bischöfe von Udine, 1818–1846
- Gualferius Ridolfi (1818–1818)
- Emmanuele Lodi (1819–1845)

## Erzbischöfe von Udine, 1846–heute
- Zaccaria Bricito (1846–1951)
- Giuseppe Luigi Trevisanato (1852–1862) (danach Patriarch von Venedig)
- Andrea Casasola (1863–1884)
- Giovanni Maria Berengo (1885–1896)
- Pietro Zamburlini (1896–1909)
- Antonio Anastasio Rossi (1910–1927) (danach Lateinischer Patriarch von Konstantinopel von 1927 bis 1948)
- Giuseppe Nogara (1928–1955)
- Giuseppe Zaffonato (1956–1972)
- Alfredo Battisti (1972–2000)
- Pietro Brollo (2000–2009)
- Andrea Bruno Mazzocato (2009–2024)
- Riccardo Lamba (seit 2024)